# Лю, Шандор Шаолинь
Шаолинь Шандор Лю (венг. Liu Shaolin Sándor, род. 20 ноября 1995 года, Будапешт) — китайский шорт-трекист венгерского происхождения, олимпийский чемпион 2018 года и бронзовый призёр 2022 года, 3-кратный чемпион и 6-кратный призёр чемпионатов мира, 3-кратный чемпион Европы и 10-кратный призёр чемпионатов Европы, 2-кратный обладатель Кубка мира на дистанции 500 м и обладатель Кубка мира на дистанции 1000 м.

## Биография
Сын отца-китайца и матери-венгерки, поэтому получил два имени — китайское (Шаолинь) и венгерское (Шандор). Первоначально занимался плаванием, но затем у юного спортсмена обнаружилась аллергия на хлорированную воду, и тогда он решил заняться шорт-треком, которым уже занимался к тому времени его младший брат Шаоанг Лю. Тренироваться начал в 2007 году. 
На международной арене Шаолинь дебютировал на чемпионате мира среди юниоров в 2011 году, а уже в 2012 году участвовал на чемпионате Европы в Младе-Болеславе и занял лучшее 6-е место в беге на 500 м. В том же сезоне дебютировал на Кубке мира. В 2013 году завоевал бронзовую медаль в эстафете на чемпионате Европы в Мальмё, а следом на чемпионате мира среди юниоров занял 3-е место в забеге на 1000 м. В марте он впервые участвовал на домашнем чемпионате мира в Дебрецене. 
В 2014 году Шаолинь Шандор занял лучшее 5-е место в эстафете на чемпионате Европы в Дрездене и стал чемпионом мира в забеге на 500 м на чемпионате мира среди юниоров в Эрзуруме, также выиграл бронзовую медаль в беге на 1500 м и в многоборье и серебряную в эстафете.  На зимних Олимпийских играх в Сочи он не смог добиться существенных результатов и занял лучшее 16-е место в забеге на 1000 м. На чемпионате мира в Монреале смог подняться только на 18-е место в беге на 500 м.
В ноябре 2014 года он впервые попал на подиум Кубка мира в Монреале, выиграв 3-е место на дистанции 1000 м. В январе 2015 года на чемпионате Европы в Дордрехте завоевал серебряную медаль в эстафете, а через месяц на чемпионате мира среди юниоров в Осаке стал 2-м в забеге на 500 м и третьим в сумме многоборья. На 
чемпионате мира в Москве завоевал серебряные медали в составе эстафетной команды и на дистанции 500 м. 
В 2016 году Шаолинь Шандор стал серебряным призёром чемпионата Европы в многоборье и эстафете, а следом выиграл 500-метровку на чемпионате мира в Сеуле и занял 3-е место в многоборье. Через год на 
чемпионате Европы в Турине он выиграл забег 1000 м и стал серебряным призёром в многоборье. На чемпионате мира 2017 года в Роттердаме он выиграл бронзовую медаль в эстафете. Он также стал бронзовым призёром Кубка мира в общем зачёте на дистанции 500 м.
В сезоне 2017/18 Шандор впервые стал обладателем Кубка мира на дистанции 1000 м. На чемпионате Европы в Дрездене завоевал бронзовую медаль в эстафете, а в феврале на зимних Олимпийских играх в Пхёнчхане выиграл в эстафетном забеге золотую олимпийскую медаль. В забеге на 500 и и 1500 м занял 5-е места, на 1000 м стал 8-м. На мартовском чемпионате мира в Монреале стал серебряным призёром в общем зачёте многоборья.
Сезон 2018/19 Лю начал с трёх побед в эстафетах и одной в забеге на 1000 м на этапах Кубка мира в Калгари и Солт-Лейк-Сити. В январе 2019 года на чемпионате Европы в Дордрехте он выиграл золотые медали на дистанции 1500 м, в многоборье и в составе эстафеты. На чемпионате мира в Софии в составе команды завоевал бронзовую медаль в эстафете. В сезоне 2019/20 Шандор вновь стал обладателем Кубка мира, но в этот раз на дистанции 500 м.
В 2020 году на чемпионате Европы в Дебрецене он выиграл золотые медали на дистанциях 500 м и 1000 м и серебряную медаль в сумме многоборья. После пандемии коронавируса в 2020 году он вернулся к соревнованиям и в январе 2021 года на чемпионате Европы в Гданьске занял только 5-е место в забеге на 1500 м, но уже на чемпионате мира в Дордрехте одержал победу в беге на 1000 м, стал вторым в эстафете и в многоборье.
На XXIV зимних Олимпийских играх в феврале 2022 года в Пекине, в первый день соревнований 5 февраля 2022 года в составе смешанной эстафетной команды завоевал бронзовую олимпийскую медаль. 7 февраля на дистанции 1000 м он финишировал первым и уже праздновал победу в течение трёх минут, но после проверки его дисквалифицировали за два фола во время забега. На дистанции 1500 м занял 6-е место, на 500 м стал 13-м и в мужской эстафете занял 6-е место.
В августе 2022 года братья Лю запросили согласие Венгерской национальной ассоциации конькобежцев о смене страны и объявили, что будут готовиться к сезону в Китае, вслед за своим китайским тренером Линой Чжан, покинувшей сборную Венгрии. В декабре Венгерская федерация конькобежного спорта урегулировала все вопросы и официально разрешила братьям Лю уехать из страны.
Уже в феврале 2023 года они натурализовались и получили гражданство Китая, поселившись в городе Тяньцзинь, где учился их отец до приезда в Венгрию в 90-х. Также они стали выступать за команду Тяньцзиня.
В апреле 2023 года впервые принял участие вместе с братом на чемпионате Китая и сразу попал в призы. В сезоне 2023/24 Шаолинь дебютировал в составе национальной сборной Китая на Кубке мира и уже на первых двух этапах в Монреале выиграл золотые медали в мужской эстафете и дважды в смешанной эстафете, а на дистанции 500 м финишировал вторым вслед за братом Шаоангом.
В декабре 2023 года на этапе в Пекине занял 2-е место в смешанной эстафете и 3-е в мужской эстафете. В марте 2024 года на чемпионате мира в Роттердаме одержал вместе с командой победу в мужской эстафете, а в беге на 1000 м занял 7-е место.